# Rock in Rio Café Salvador
Rock in Rio Café Salvador foi uma casa de shows brasileira sediada em Salvador, capital do estado da Bahia. Estava instalada no centro comercial Aeroclube Plaza Show, e pertencia ao empresário Herder Mendonça. Foi inaugurada em 3 de dezembro de 1998, tendo sido demolida em 15 de agosto de 2007, devido a litígios judiciais entre o proprietário e a Nacional Iguatemi, à qual pertencia o Aeroclube. 

## História

### Primórdios
A casa foi inaugurada em 8 de dezembro de 1998 com um show de Daniela Mercury. A festa de inauguração contou com a presença do empresário Roberto Medina, criador do Rock in Rio, do ator Wagner Moura e de Carolina Magalhães, neta do senador ACM. Era uma franquia do Rock in Rio Café, casa noturna inaugurada em 4 de março de 1997 no Rio de Janeiro. Foi fundada pelos empresários Herder Mendonça e Luiz Augusto Mendonça. O Rock in Rio Café Salvador iniciou suas atividades antes mesmo do Aeroclube Plaza Show, que estava em construção e viria a ser inaugurado no ano seguinte.
Em 1999, devido aos bons resultados do Rock in Rio Café Salvador, existiu um projeto para inaugurar uma nova franquia do Rock in Rio Café na Bahia, na cidade de Porto Seguro. A iniciativa, no entanto, não se concretizou.
Em 2001, o Rock in Rio Café Salvador foi eleito pela segunda vez consecutiva "o melhor lugar para dançar de Salvador", pelo guia Veja Bahia. No mesmo ano, a casa passou a contar com o sistema de circuito fechado de televisão "Rock in Rio TV", composto por 18 pontos de imagem. Nos telões, eram exibidos melhores momentos dos shows, anúncios de parceiros e campanhas educativas.
Em abril de 2002, foi realizado um investimento de 5 milhões para expandir a capacidade de pessoas na casa, que era de 1 800 e passou a ser de 3 mil.

### Desentendimentos com o Aeroclube
Durante o ano de 2007, ocorreram diversos desentendimentos entre o Aeroclube e os lojistas. Entre elas, a entrega de abadás por cambistas no estacionamento do shopping durante o período do Carnaval de Salvador e a interdição do local a partir de 1h da manhã. Ambas as ocasiões afetaram a casa de show, que na primeira ocasião, teve de cancelar um show evangélico, e na segunda, teve o acesso de clientes e músicos dificultado. Além disso, o atraso nas obras de revitalização e problemas de segurança teriam causado ao Rock in Rio Café Salvador um prejuízo de 2 milhões de reais.

### Despejo e demolição
Ainda em 2007, o Aeroclube anunciou que o Rock in Rio Café Salvador  seria despejado, devido a dívidas de aluguel. Herder, no entanto, negou as dívidas, afirmando que existia, desde 2005, um acordo para manter a casa funcionando no local até 30 de junho de 2007. Em julho, foi concedida uma liminar que autorizava a casa de show a seguir ocupando a área até 2010.
Às 17h do dia 15 de agosto de 2007, um representante da Nacional Iguatemi (responsável pelo Aeroclube), acompanhado de um oficial de justiça e de empregados das obras do shopping, entrou na casa e deu início ao despejo do Rock in Rio Café Salvador. O motivo era a suspensão da liminar concedida em julho. Equipamentos e estruturas do estabelecimento foram destruídas pelos empregados do Aeroclube durante o processo, tendo sido colocadas em caminhões e deixadas em depósitos. A demolição da casa foi concluída em 4 horas. Segundo Herder, 450 funcionários foram dispensados, e houve um prejuízo de 7 milhões de reais.
Em nota, o Aeroclube afirmou desconhecer a permissão da permanência do Rock in Rio Café no local até 2010, informando que a intervenção da equipe do shopping foi necessária devido a um acordo com a Prefeitura Municipal de Salvador, que previa a revitalização do local. “Se o Rock in Rio não desocupasse o imóvel, o Consórcio não poderia fazer qualquer intervenção no bloco por ele ocupado, sendo o Consórcio obrigado a descumprir seu compromisso com a Prefeitura de Salvador”, indicava a nota.

### Repercussão
Produtores e músicos lamentaram o fechamento do Rock in Rio Café Salvador. Para muitos, o encerramento das atividades do estabelecimento foi prejudicial para o segmento de eventos da capital baiana, levando em conta as poucas opções de casas de shows na cidade. A casa era conhecida pela apresentação de ensaios de bandas, e existia a preocupação quanto à falta de espaços adequados para receber este tipo de evento.
Em 23 de agosto de 2007, durante entrevista concedida ao apresentador Raimundo Varela no programa Balanço Geral, da TV Itapoan, Herder acusou a Nacional Iguatemi de superfaturamento de contas de gás, mostrando um gráfico que indicava o valor cobrado antes e depois da instalação de um medidor. Acusou ainda a Prefeitura de Salvador de apropriação indébita do IPTU do Rock in Rio Café Salvador, afirmando que tinha todos os documentos para provar que o imposto já havia sido pago, mas a prefeitura não havia recolhido.
Em 19 de dezembro de 2017, a Aeroclube Entretenimento Ltda., empresa controladora do Rock in Rio Café Salvador, protocolou um requerimento pela não realização de eventos na área onde estava instalado o shopping, devido ao fato do local estar sob judice na ação movida pela empresa contra a Nacional Iguatemi. Tal pedido não foi apreciado a tempo, e uma semana depois, uma nova ação foi aberta, solicitando a interdição do espaço. A liminar foi indeferida pelo Jerônimo Ouais Santos, que considerou que "a concessão da medida postulada traria muito mais prejuízos ao interesse público".